# Puño en alto

Símbolo del puño en alto.

El puño en alto (también conocido como puño cerrado o puño erguido) es un símbolo de solidaridad, usualmente con movimientos políticos o ideales sociales. A menudo es usado para expresar unidad, fuerza o desafío a la opresión. El saludo se remonta a la antigua Asiria como un símbolo de resistencia.
El puño en alto ha sido asociado con diversos movimientos e ideologías a través de los años. Desde el apoyo a la clase trabajadora o en contra de la opresión racial, hasta su asociación con movimientos socialistas y comunistas. Grupos diversos como políticos de izquierda así como sectores de ultraderecha lo han adoptado y usado en varias ocasiones con diferentes propósitos. En años recientes, figuras importantes como el baloncelista Damian Lillard, el actor John Boyega, y el presidente de Estados Unidos Donald Trump han usado el puño en alto con diferentes fines.

## Historia

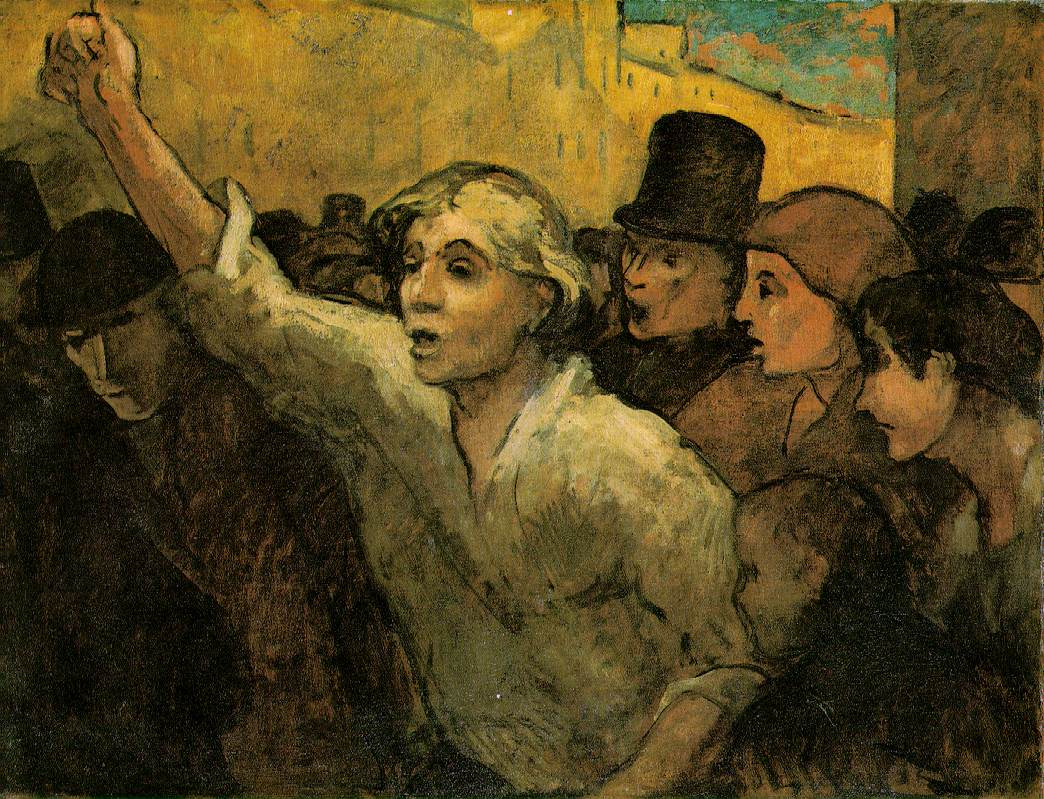
Pintura de Honoré Daumier de la Revolución Francesa de 1848 mostrando un puño en alto.

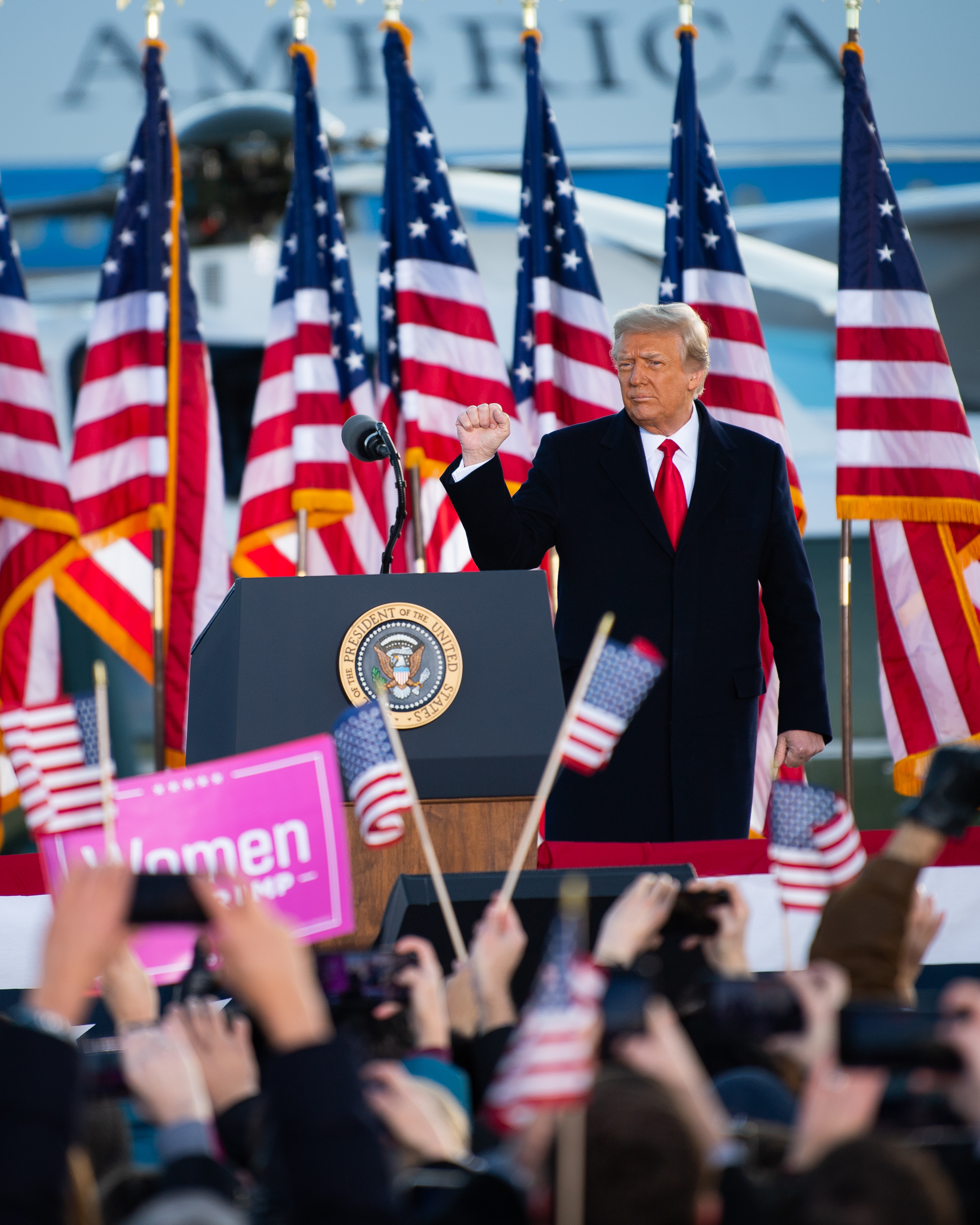
Presidente de Estados Unidos, Donald Trump, en 2021 con el puño en alto.

Un ejemplo temprano del uso del puño en alto se remonta a la revolución francesa de 1848 en el marco de las Revoluciones Liberales. En 1917, el puño en alto fue utilizado como logo por los Trabajadores Industriales del Mundo (IWW). Sin embargo, este símbolo se popularizó más tarde, durante la guerra civil española, al ser usado por el bando republicano como saludo, recibiendo así el nombre de "saludo del Frente Popular" o "saludo anti-fascista". Posteriormente, el saludo se extendió a izquierdistas y antifascistas de toda Europa.

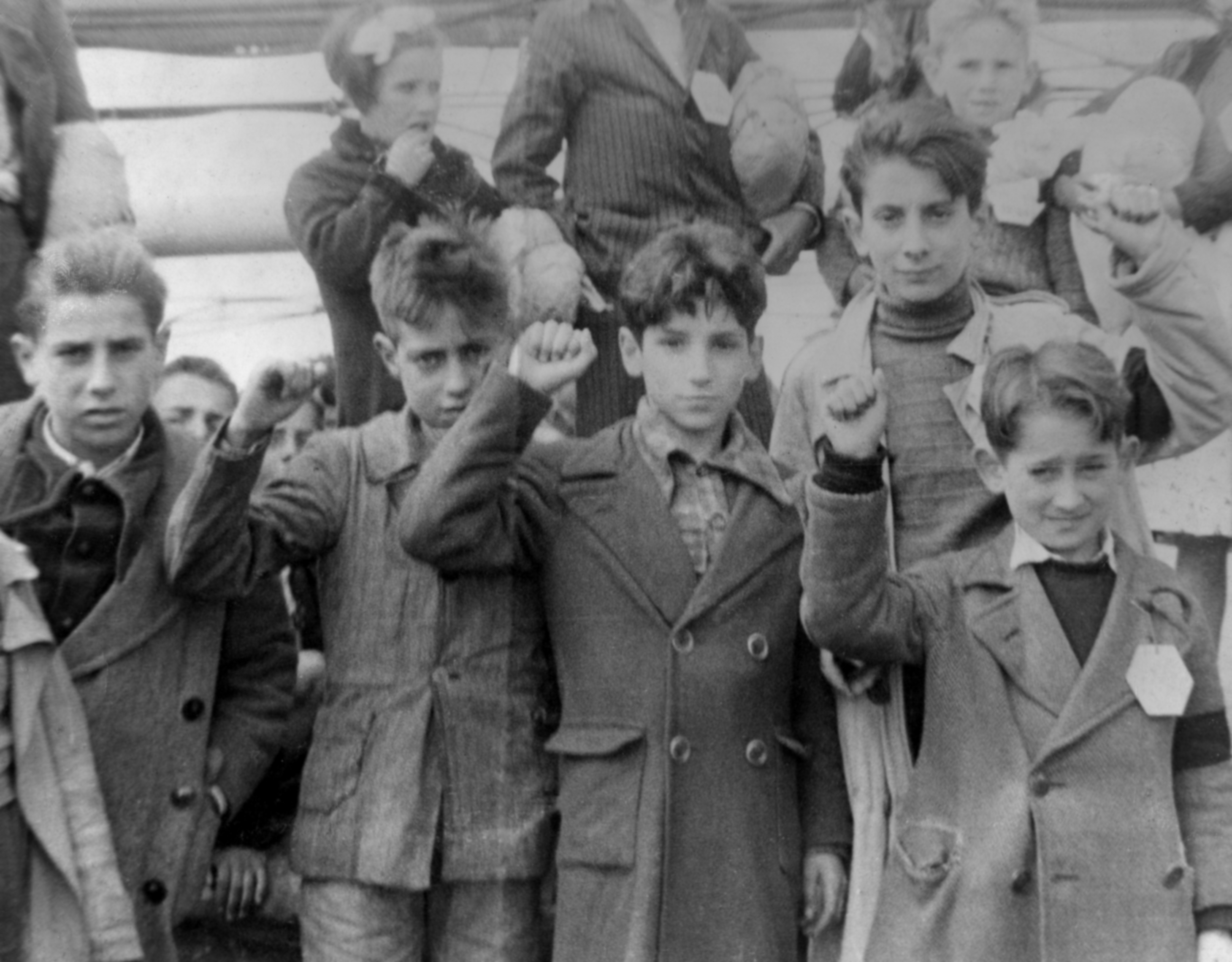
Niños preparándose para la evacuación durante la guerra civil española, algunos con el puño en alto. Los republicanos utilizaban este saludo mientras los sublevados usaban el saludo romano o el saludo fascista.

El símbolo gráfico fue popularizado en 1948 por el Taller de Gráfica Popular, una imprenta en México que usaba el arte para hacer avanzar causas sociales revolucionarias. Su uso se difundió a través de los Estados Unidos en los años sesenta después de que el artista y activista Frank Cieciorka produjera una versión simplificada para el Comité Coordinador Estudiantil No Violento (Student Nonviolent Coordinating Committee): esta versión fue usada más tarde por Students for a Democratic Society y el Black Power movement, escisión del movimiento por los derechos civiles.
El puño alzado pudo reconocerse también en carteles de propaganda producidos durante las protestas de mayo de 1968 en Francia, como La Lutte continue, en el que aparece una chimenea de fábrica coronada con un puño cerrado.
El puño en alto, dependiendo de los elementos gráficos con que se combine, puede variar de significado. Por ejemplo, con la hoz y el martillo formaría parte de la simbología comunista; apareciendo junto al símbolo de Venus, representaría al movimiento feminista; y si es combinado con un libro, hace referencia a los bibliotecarios.
El icono del puño cerrado aparece de manera prominente como símbolo feminista en la portada de dos grandes libros de Robin Morgan, Sisterhood is Powerful, publicado en 1970, y Sisterhood is Forever, en 2003. El símbolo ha ganado fuerza dentro del movimiento también gracias a la protesta de Miss America en 1968, que Morgan coorganizó.

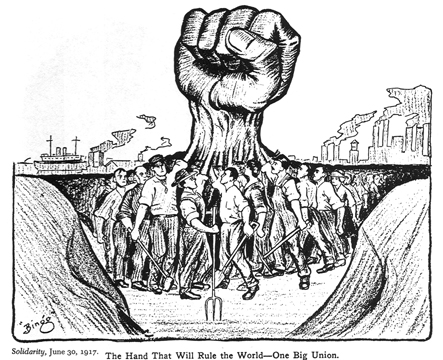
Viñeta del periódico Solidarity (1917).
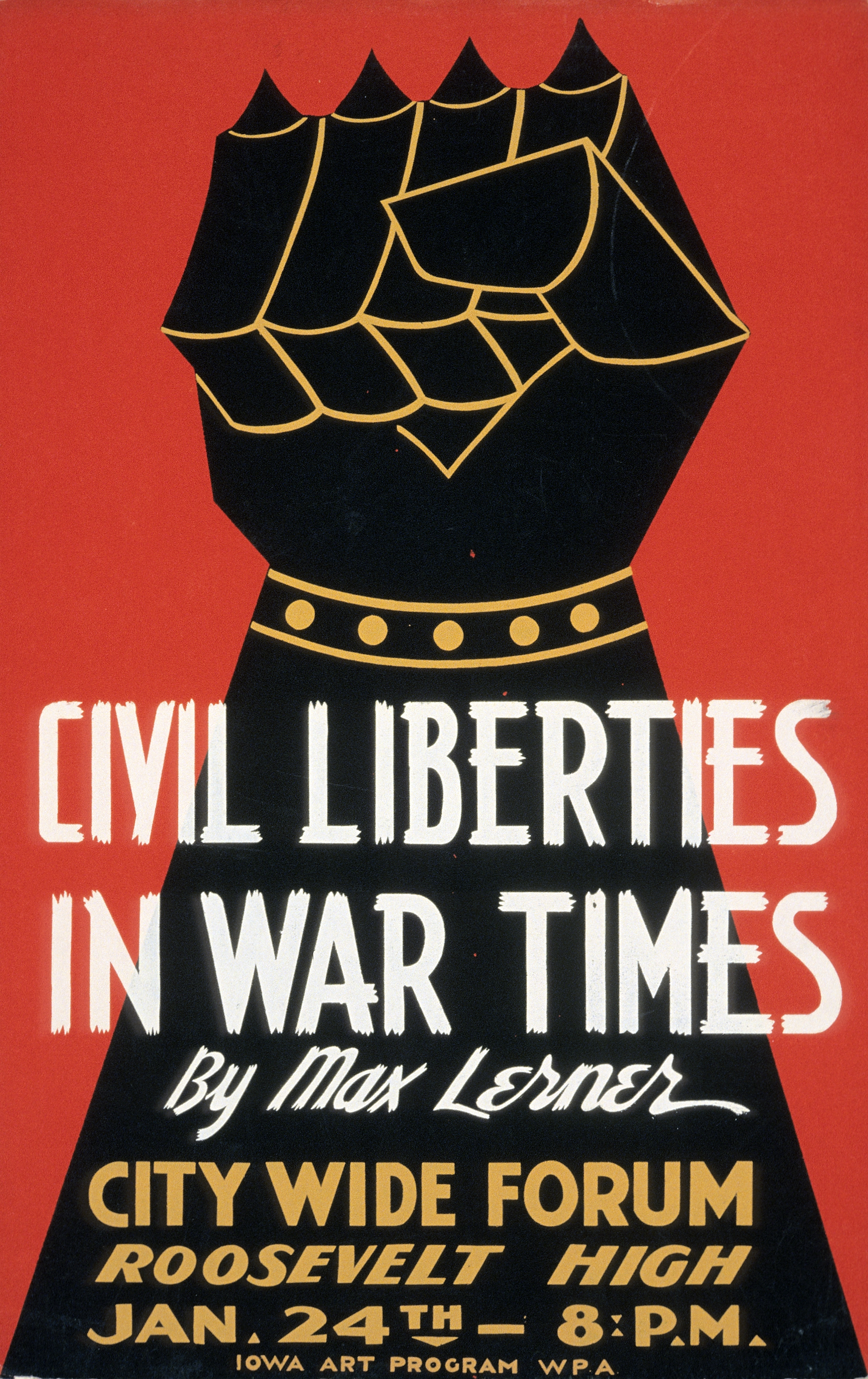
Póster de 1940.
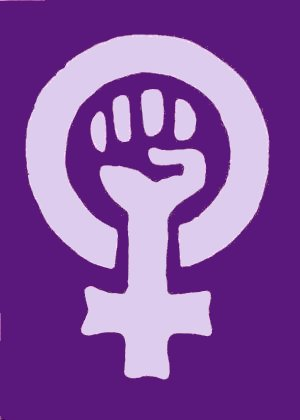
Símbolo del feminismo.
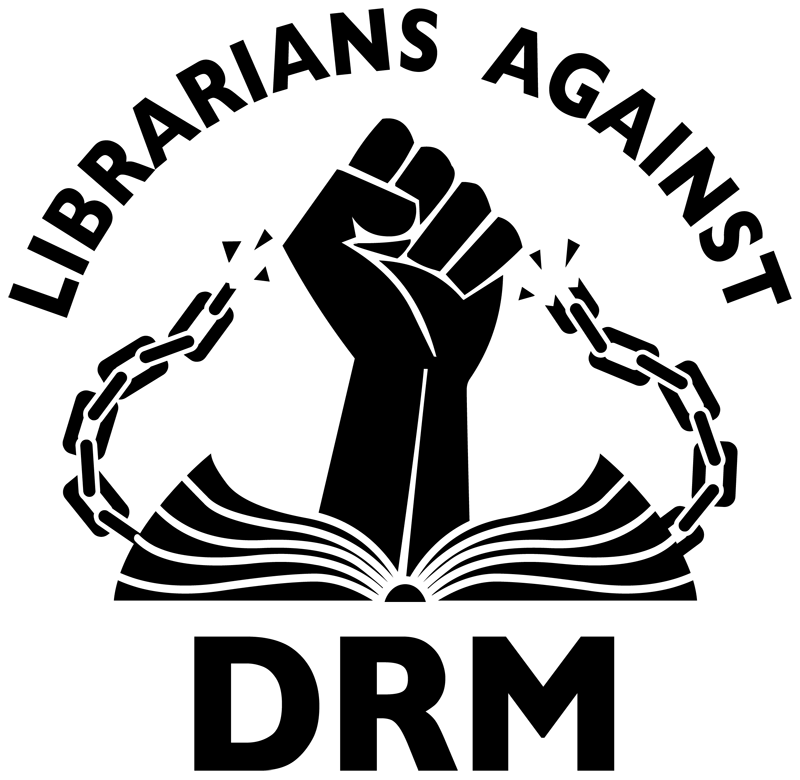
Bibliotecarios contra DRM o la gestión de derechos digitales.
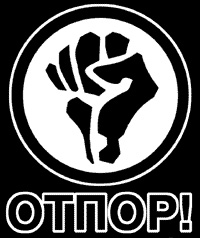
Otpor.
Kach.
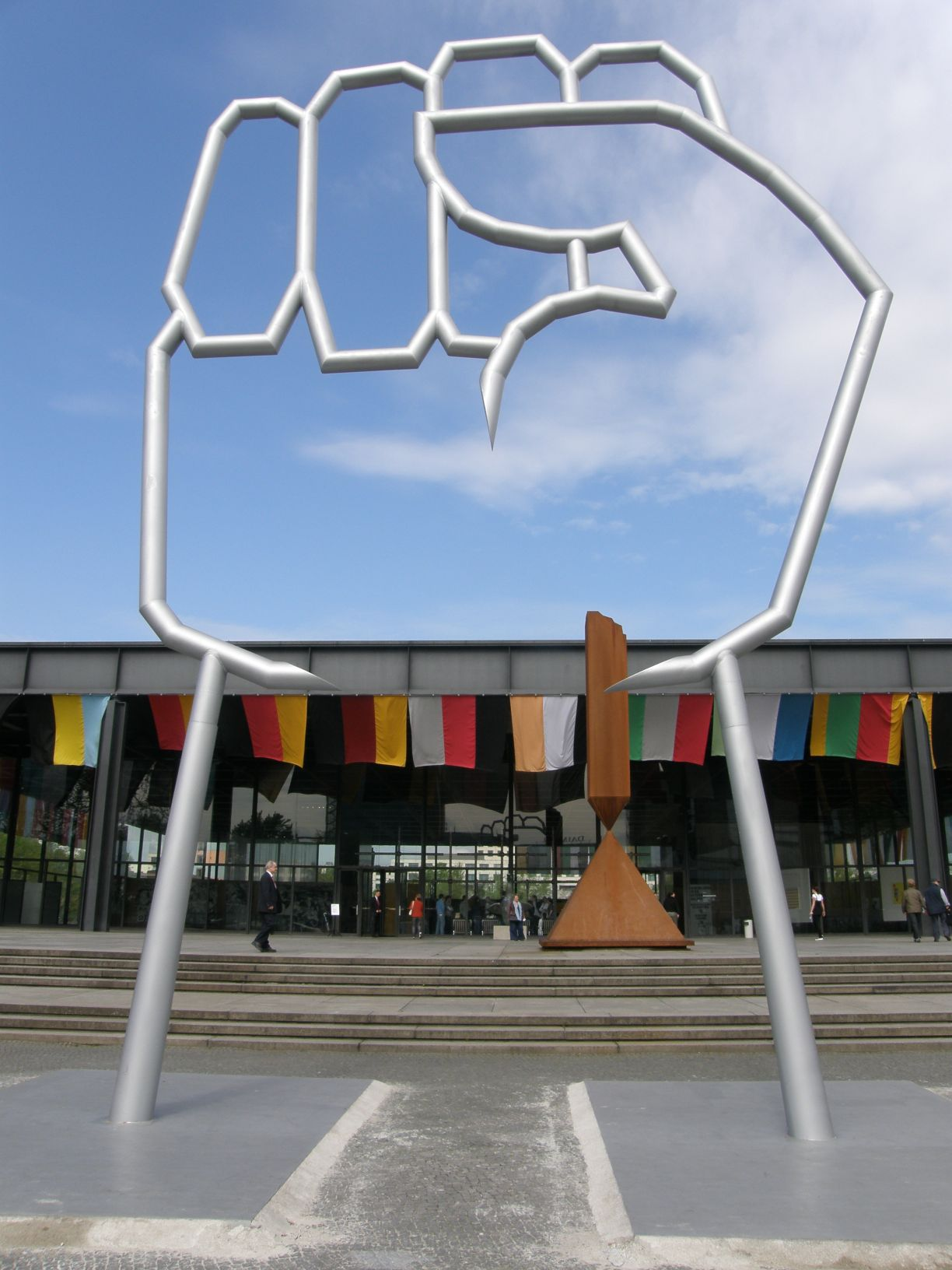
Piotr Uklański, Untitled (2008).

## Logo

"Puño Gonzo".

El puño en alto puede representar unidad o solidaridad, generalmente con personas o colectivos oprimidos. El puño negro, también conocido como puño del Black Power, es un logo asociado por lo general al movimiento de liberación de la gente negra y en ocasiones al socialismo. Su uso más ampliamente conocido se remonta al Partido Pantera Negra (Black Panther Party) en los años sesenta. El logo del puño negro fue adoptado además por la subcultura musical conocida como northern soul. El puño blanco, denominado también "puño ario" o el "puño del White Power", es un logo asociado con el nacionalismo blanco.
Un puño blanco sosteniendo una rosa roja es utilizado por la Internacional Socialista y algunos partidos socialistas o social-democráticos, como el Partido Socialista francés o el Partido Socialista Obrero Español.
Los lealistas de Irlanda del Norte ocasionalmente utilizan un puño rojo cerrado en murales, representando la Mano Roja de Úlster. Sin embargo, no se suele dar, y la mano roja aparece normalmente con la palma extendida. Los irlandeses republicanos tienen el puño cerrado como símbolo de resistencia frente a la dominación británica.
El emblema del puño de Gonzo, caracterizado por dos pulgares y cuatro dedos sujetando un botón de peyote, fue usado originalmente en la campaña de Hunter S. Thompson de 1970 para ser sheriff de Aspen, Colorado. Se ha convertido en un símbolo de Thompson y del periodismo gonzo en general.

## Saludo

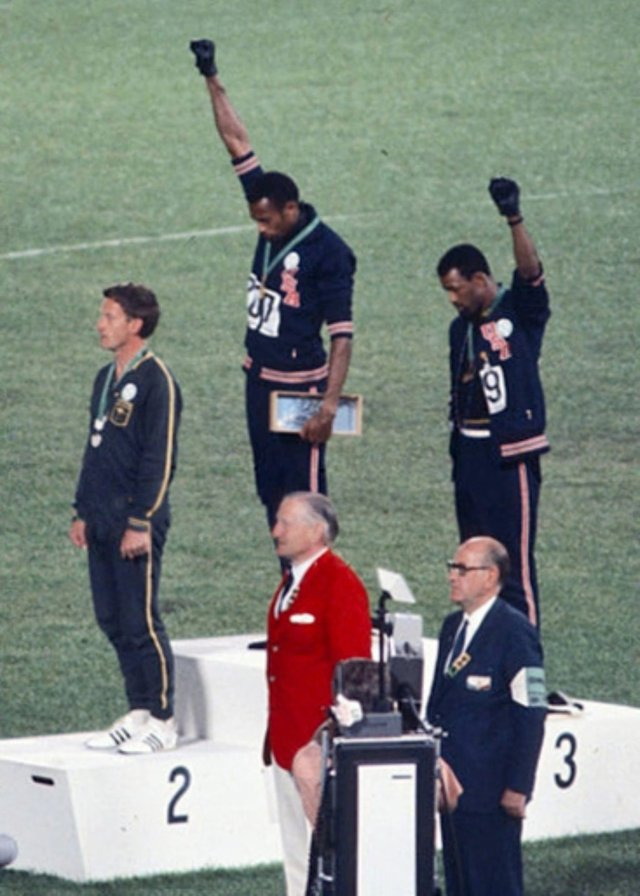
El medallista de oro Tommie Smith (en el centro), y el medallista de bronce John Carlos (a la derecha) muestran el puño en alto en el podio después de la carrera de los 200 metros, en los Juegos de 1968.

El puño en alto utilizado como saludo consiste en alzar el puño cerrado, y tendrá distintos significados dependiendo del contexto.
Diferentes movimientos han utilizado términos variados para describir este saludo: comunistas y socialistas lo han llamado en ocasiones el "saludo rojo", mientras que entre activistas afroamericanos se ha usado el nombre de "Black Power salute". Durante la Guerra civil española se conoció también como "saludo anti-fascista". De hecho, se piensa que el gesto se originó en gran medida durante dicho conflicto bélico, cuando el saludo era estándar entre las fuerzas republicanas.
La organización paramilitar Roter Frontkämpferbund del Partido Comunista de Alemania utilizó el saludo de manera previa a la Segunda Guerra Mundial, como probable gesto contrario al saludo fascista.
En los Juegos Olímpicos de 1968 en Ciudad de México, los medallistas John Carlos y Tommie Smith dieron el saludo del Poder Negro durante el himno nacional de Estados Unidos en señal de protesta en nombre del Proyecto Olímpico por los Derechos Humanos. Fueron vetados de participar en posteriores actividades olímpicas por el Comité Olímpico Internacional, ya que las normas prohibían cualquier tipo de declaración política en los Juegos. El evento fue uno de los más manifiestamente políticos en la historia de los Juegos Olímpicos modernos. Años más tarde, Tommie Smith declaró en su biografía que no se había tratado de un saludo del Poder Negro, sino de un saludo de los derechos humanos.
Nelson Mandela también usó el puño cerrado como saludo al salir de la Prisión de Victor Verster en 1990.
Por otro lado, el puño blanco en alto es conocido como un símbolo del Poder Blanco. El terrorista noruego de derecha Anders Behring Breivik hizo un saludo de puño en alto en el momento de su condena.
El puño erguido es usado también por los oficiales en la China continental al ser investidos. en sus cargos.
El psicólogo Oliver James ha sugerido que el atractivo del saludo es que permite al individuo indicar que "tiene la intención de enfrentarse a la malévola y masiva fuerza institucional con fuerza propia", y que está unido a otros en la lucha contra la opresión común.